# Evans Wise
Pour les articles homonymes, voir Wise.
Evans Wise, né le 23 novembre 1973 à Saint Joseph, est un footballeur trinidadien. Il joue au poste de milieu de terrain offensif avec l'équipe de Trinité et Tobago et le club de Waldhof Mannheim.

## Carrière

### En équipe nationale
Wise participe à la coupe du monde 2006 avec l'équipe de Trinité et Tobago. Il ne figurait pas initialement dans la liste des 23 sélectionnés mais a rejoint le groupe à la suite de la blessure de Silvio Spann.

## Palmarès
- 18 sélections (3 buts) en équipe nationale entre 2001 et 2006